# Aún Hay Algo
Aún Hay Algo - singel meksykańskiej grupy RBD, znajdujący się na płycie Nuestro Amor, nagranej w 2005 roku.

## Notowania w różnych krajach
| Rok  | Tytuł          | Album          | Miejsce | Miejsce | Miejsce | Miejsce |
| Rok  | Tytuł          | Album          | USA     | MEX     | BRA     | latin   |
| ---- | -------------- | -------------- | ------- | ------- | ------- | ------- |
| 2006 | "Aún Hay Algo" | "Nuestro Amor" | -       | 1       | 6       | 3       |